# 2005 у Тернопільській області
| Роки в Тернопільській області: ← · 2000 · 2001 · 2002 · 2003 · 2004 · 2005 · 2006 · 2007 · 2008 · 2009 · 2010 · 2011 · 2012 · 2013 · 2014 · 2015 · 2016 · 2017 · 2018 · 2019 · 2020 · 2021 · 2022 · 2023 · 2024 · 2025 Див. також: XIX століття · XX століття |

## Міста-ювіляри
- 630 років з часу першої згадки м. Бережани (1375)

## Річниці

### Річниці заснування, утворення
- 9 серпня — 200 років тому (1805) заснована Бережанська гімназія.
- 27 серпня — 30 років тому (1995) відкрито музей Богдана Лепкого у Бережанах.

### Річниці від дня народження
- 130 років від дня народження українського педагога, фітотерапевта Григорія Баб'яка (1875—1947).
- 190 років від дня народження українського громадського та політичного діяча Галичини Івана Борисикевича (1815—1892).
- 1 січня — 110 років від дня народження українського письменника. перекладача Миколи Тарновського (1895—1984).
- 14 січня — 90 років від дня народження українського актора, драматурга Богдана Антківа (1915—1998).
- 18 січня — 130 років від дня народження вченого-математика, педагога Клима Глібовицького (1875—1907).
- 27 січня — 90 років від дня народження американського художника українського походження, графіка, кераміста, мистецтвознавця Якова Гніздовського (1915—1985).
- 2 лютого — 160 років від дня народження українського вченого-фізика, електротехніка, винахідника, громадського діяча, перекладача Івана Пулюя (1845—1918).
- 4 лютого — 120 років від дня народження українського і польського психолога, педагога, філософа Степана Балея (1885—1952).
- 8 лютого — 110 років від дня народження українського вченого-психолога Олександра Кульчицького (1895—1980).
- 16 лютого — 110 років від дня народження етнографа, фольклориста, поліглота Федора Маковського (1895—1959).
- 20 лютого — 100 років від дня народження українського письменника Уласа Самчука (1905—1987).
- 17 березня — 120 років від дня народження українського письменника, журналіста, етнографа Франца Коковського (1885—1940).
- 31 березня — 70 років від дня народження українська письменниця, публіцист, громадська діячка Галини Гордасевич (1935—2001)
- травень — 190 років від дня народження українського громадського-політичного діяча, письменника і публіциста, фундатора і мецената багатьох українських товариств і організацій Степана Качали (1815—1888).
- 6 травня — 70 років від дня народження українського актора, режисера Анатолія Бобровського (нар. 1935).
- 26 травня — 160 років від дня народження українського громадсько-політичного діяча, просвітителя, мецената Володислава Федоровича (1845—1917).
- 31 травня — 100 років від дня народження українського художника Андрія Наконечного (1905—1983).
- 2 липня — 120 років від дня народження українського письменника, журналіста, етнографа, перекладача, критика Франца Коковського (1885—1940).
- 19 липня — 120 років від дня народження оперного і камерного співака, теоретика вокалу, педагога Клима Чічки-Андрієнка (1885—1967).
- 23 липня — 120 років від дня народження українського педагога, публіциста, військовика, громадського діяча Никифора Гірняка (1885—1962).
- 1 серпня — 80 років від дня народження українського поета, перекладача, драматурга, публіциста, громадського діяча Петра Тимочка (1925—2005).
- 1 вересня — 70 років від дня народження українського художника, кераміка Зеновія Флінти (1935—1988).
- 14 вересня — 90 років від дня народження українського священика, теолога, публіциста Миколи Шаварина (1915—2011).
- 17 вересня — 70 років від дня народження оперної співачки Тамари Дідик (нар. 1935).
- 2 жовтня — 140 років від дня народження українського композитора, диригента і музичного діяча Дениса Січинського (1865—1909).
- 7 жовтня — 70 років від дня народження артиста розмовного жанру Тернопільської філармонії Василя Яковчука (нар. 1935).
- 8 жовтня — 100 років від дня народження поета, письменника Сергія Даушкова (1905—1991).
- 15 жовтня — 110 років від дня народження українського письменника Володимира Ґжицького (1895—1973).
- 18 жовтня — 120 років від дня народження українського вченого-фізика, педагогаВолодимира Кучера (1885—1959).
- 21 жовтня — 90 років від дня народження українського педагога, краєзнавця, фольклориста Анатолія Малевича (1915—1997).
- 22 жовтня — 80 років від дня народження українського театрознавця, фольклориста, етнографа, бібліографа, краєзнавця Петра Медведика (1925—2006).
- 24 жовтня — 150 років від дня народження польського вченого-літературознавця, етнографа Генрика Біґеляйзена (1855—1934).
- 31 жовтня — 130 років від дня народження українського фольклориста, літератора Григорія Глинки (1875—1966).
- 16 листопада — 130 років від дня народження українського композитора, хорового диригента, педагога Івана Левицького (1875—1938).
- 17 листопада — 120 років від дня народження українського статистика, економіста, історика-культуролога Йоаникія Шимоновича (1885—1939).
- 20 листопада — 140 років від дня народження українського вченого в галузі природничих наук, педагога, громадського діяча Миколи Мельника (1875—1954).
- 30 листопада — 110 років від дня народження українського журналіста, правника, науковця, публіцист, громадського діяча Матвія Стахіва (1895—1978).
- 31 грудня — 160 років від дня народження українського письменника, священика, громадсько-політичного діяча Сильвестра Лепкого (1845—1901).

## Засновані, створені
- 21 січня — рішенням Тернопільської обласної ради № 388:
  - Національний заповідник «Замки Тернопілля» — історико-архітектурний заповідник;
  - Крамарова гора — ботанічний заказник місцевого значення біля с. Вербів Підгаєцького району Тернопільської області.
- 5 жовтня — Номер один — обласна газета.
- 23 грудня — рішенням Тернопільської обласної ради № 519:
  - Білокриницький ботанічний заказник — ботанічний заказник місцевого значення біля с. Білокриниця Зборівського району;
  - Верховина — ботанічна пам'ятка природи місцевого значення біля с. Мшанець Зборівського району;
  - Грабарки — ботанічна пам'ятка природи місцевого значення біля с. Мшанець Зборівського району;
  - Гутянський ботанічний заказник — заказник місцевого значення на околицях с. Нараїв Бережанського району;
  - Малоурманські черевички — ботанічна пам'ятка природи місцевого значення с. Урмань Бережанського району;
  - Скупчення кристалів кальциту в селі Лучка — геологічна пам'ятка природи місцевого значення біля с. Лучка Тернопільського району;
  - Червона калина — ботанічний сад місцевого значення біля смт Дружба Теребовлянського району на території НОК «Червона калина» ТДМУ.

## Скасовані
- 25 січня — рішенням Тернопільської обласної ради № 358:
  - «Гостра могила» — ботанічний заказник місцевого значення в околицях с. Городниця Підволочиського району, включений у природний заповідник «Медобори».
  - «Гостра могила № 1» — ботанічний заказник місцевого значення в околицях с. Остап'є Підволочиського району, включений у природний заповідник «Медобори».

## Події
- 19 січня — голову Тернопільської обласної державної адміністрації Михайла Цимбалюка Указом Президента звільнено з посади.